# Edward Kienholz
Edward "Ed" Kienholz, född 23 oktober 1927 i Fairfield, Washington, död 10 juni 1994 i Hope, Idaho, var en amerikansk installationskonstnär inom och assemblageskulptör.

## Biografi
Ed Kienholz uppmärksammades för en svit funkkonstverk bestående av bisarra, sjuka eller skrämmande framställningar i naturlig storlek, som framförallt får ses som moraliska kommentarer till de mera smutsiga sidorna av amerikanskt samhällsliv. De omfattar Roxy's (1961), Back Seat Dodge '38 (1964) samt den skrämmande The State Hospital (1966).